# Heinrich Rohrer
Heinrich Rohrer (San Galo, 6 de junio de 1933-Wollerau, 16 de mayo de 2013) fue un físico suizo, ganador del Premio Nobel de Física, junto con Gerd Binnig, por el diseño del primer microscopio de exploración de efecto túnel.

## Biografía
Nació el 6 de junio de 1933 (media hora después de su hermana gemela) en la población suiza de San Galo, situada en el cantón de San Galo. Pasó su infancia en el campo hasta que su familia se mudó a Zúrich en 1949. Entró en la Escuela Politécnica Federal de Zúrich (ETH) en 1951 para estudiar física y donde estudió con Wolfgang Pauli.
Su disertación doctoral fue sobre su trabajo midiendo los cambios de longitud en semiconductores en un campo magnético induciendo superconductividad, un proyecto que inició Jörgen Lykke Olsen.

## Investigaciones científicas
Inició sus investigaciones en los Estados Unidos, trabajando en la Universidad de Rutgers de Nueva Jersey en superconductores y metales. En 1963 entró a formar parte del Laboratorio de investigación de la empresa IBM en Zúrich, donde conoció a Gerd Binnig, y con el cual inició investigaciones acerca de los microscopios ópticos y electrónicos. junto a Binnig desarrolló y perfeccionó el microscopio de efecto túnel (STM) que permite ver átomos individualmente, obteniendo una imagen muy precisa de la superficie de un material.
Rohrer colaboró, en 1984, en el proyecto del Microscopio de Fuerza Atómica, que condujo a la creación de una gran variedad de instrumentos para extender las imágenes de resolución casi atómica a muchas otras fuerzas como la fricción y el magnetismo.
En 1986 fue galardonado, junto con Gerd Binnig, con el Premio Nobel de Física por el diseño del primer microscopio de exploración de efecto túnel, premio que compartió con Ernst Ruska, inventor del microscopio electrónico.